# Festival du film de femmes de Chine

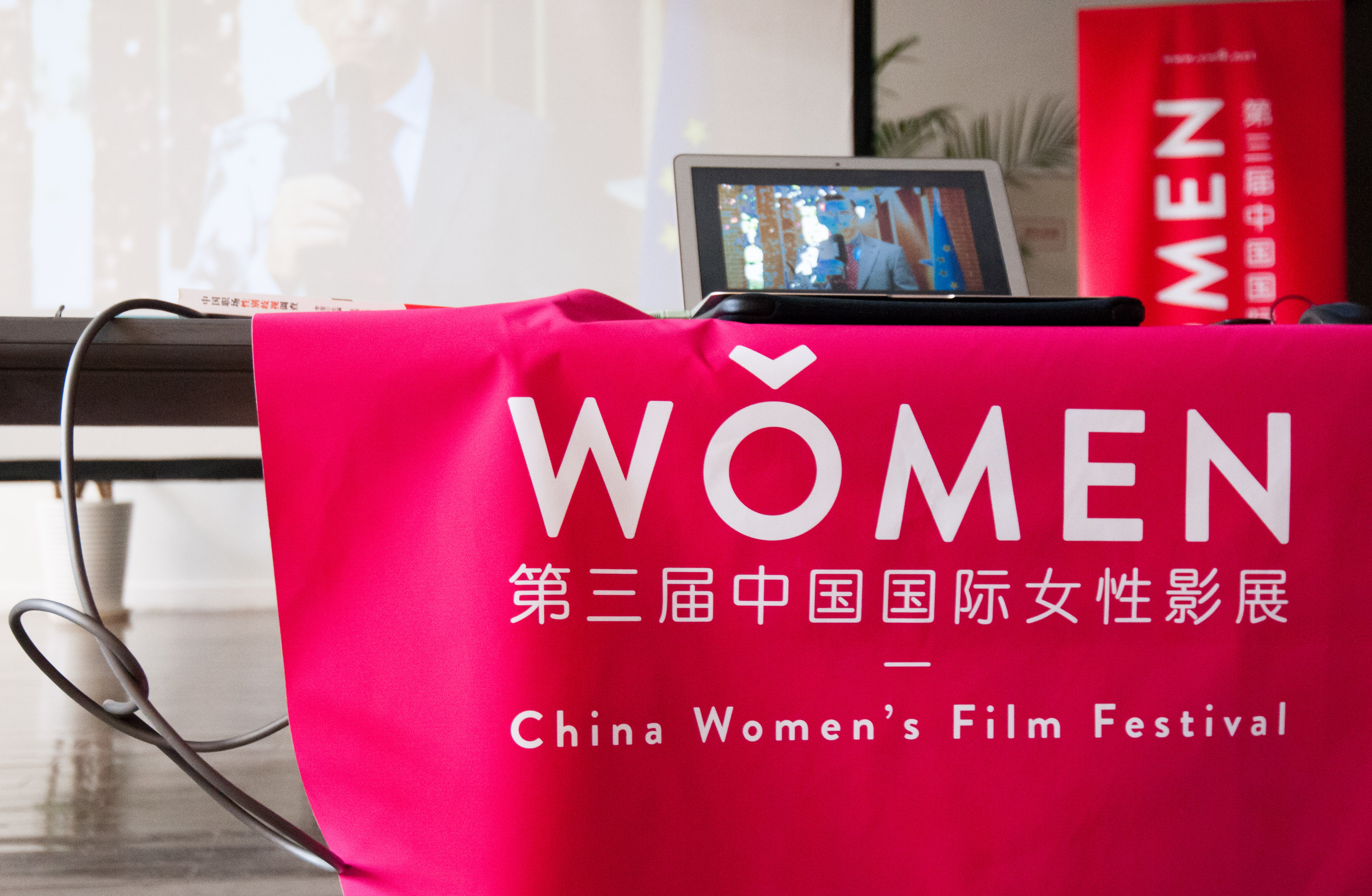
Festival de Films de Femmes Chinois

Le Festival du film de femmes de Chine (chinois : 中國國際女性影展 ; anglais : China Women's Film Festival — CWFF) a été créé en 2013 et se déroule tous les ans en Chine et à Hong-Kong. Son but est de promouvoir les droits des femmes et de sensibiliser à l'inégalité de genre à travers l'art. Le festival est organisé par Crossroads Centre Beijing (en), une organisation non gouvernementale chinoise qui vise à sensibiliser aux questions des droits humains en Chine.

## Arrière-plan
Le Festival du film de femmes de Chine est un événement interculturel, proposant une gamme variée de films majoritairement réalisés par des femmes cinéastes du monde entier. Le festival aspire à sensibiliser aux problèmes rencontrés par les femmes en Chine via des événements tels que: des projections de films, des forums et des débats avec la participation de cinéastes, féministes et autres invités.
Le tour CWFF se déroule chaque année sur 9 jours en septembre à Pékin, . Il se déplace ensuite dans plusieurs villes en Chine, se concentrant principalement sur des villes secondaires afin d'accroître la sensibilisation à l'égalité des genres dans des régions plus reculées. La première édition CWFF  a eu lieu en 2013 . Il s'est déroulé dans 5 villes et a été le premier événement d'une telle ampleur qui se concentre sur la condition féminine en Chine. Les éditions suivantes ont été un grand succès avec une croissance rapide et attirant un public plus large.

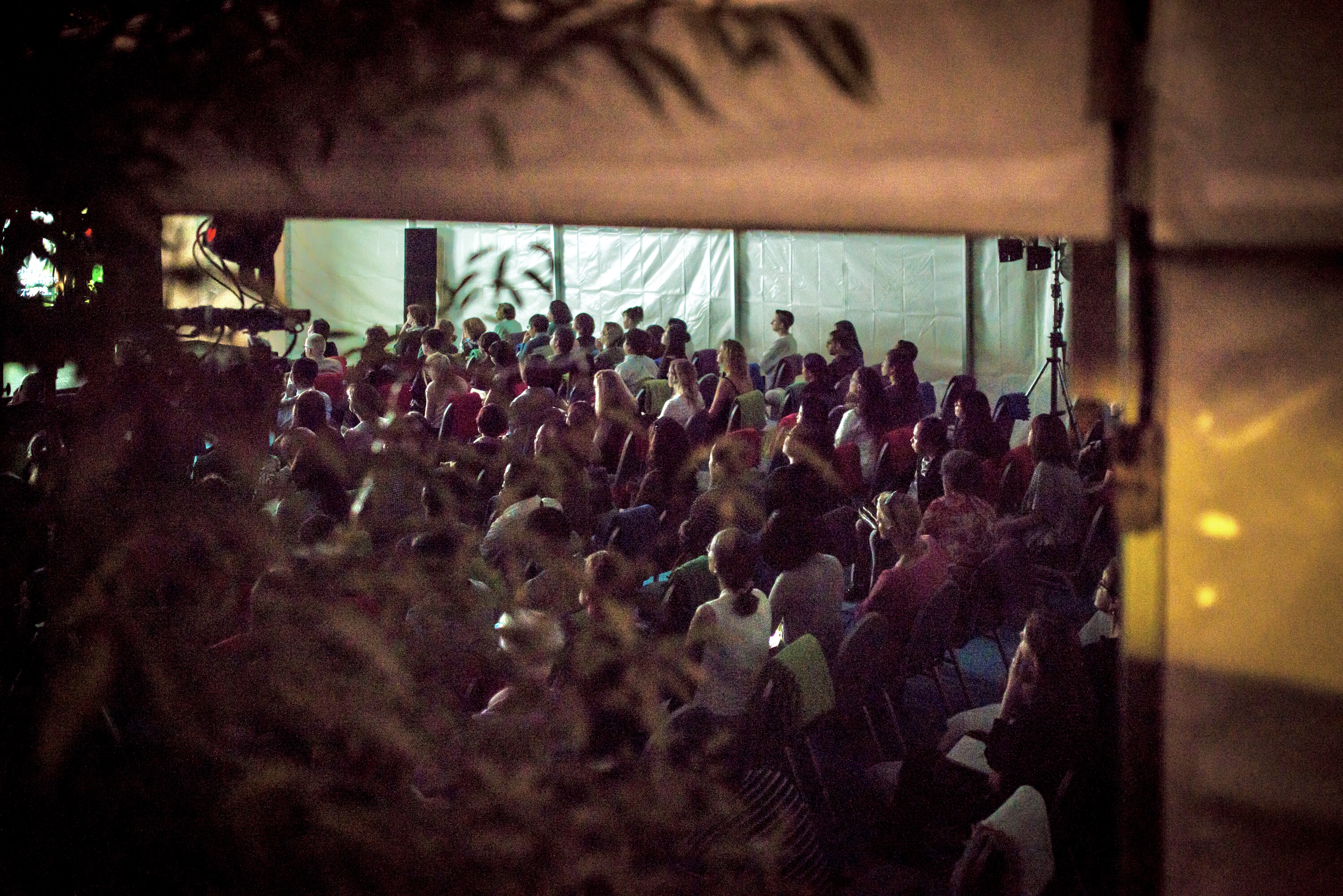
Rassemblement pour assister à la projection d'un film.

## Objectifs
Le festival vise à renforcer la place de la femme dans la société, à montrer les femmes en position de leader et d'éduquer les gens sur l'importance de l'égalité et la diversité dans la société. Le festival offre une alternative dans le débat autour de la question des droits des femmes. Il propose également une plate-forme pour les femmes cinéastes afin de rendre leurs films encore plus visibles et également de partager leur expérience avec le public.
La tournée de CWFF vise à offrir l'occasion pour la population chinoise d'accéder et de participer à cet événement dans les villes où la possibilité d'apprendre sur ce sujet est rare ou inexistante.

## Prix
En 2014, le festival a remporté le 2e prix au "Intercultural Achievement Award", attribué par le ministère autrichien des Affaires étrangères. "Intercultural Achievement Award" prône le dialogue interculturel dans le but d'identifier et de rendre hommage à des organisations à but non-lucrative et des projets d'avenir construit autour de l'éducation, de la participation et de l'entreprise.

## Soutiens et Sponsors
Le CWFF coopère avec de nombreux partenaires et sponsors. Depuis sa première édition, le festival a été partenaire avec UN Women China et de sa campagne HeforShe ainsi qu'avec des ambassades étrangères à Pékin, des festivals de films nationaux et internationaux, des centres culturels, des théâtres, des universités, des cafés et des librairies.